# Tour La Provence
El Tour La Provence es una carrera ciclista por etapas francesa organizada por el diario La Provence y recorre por la región de Provenza-Alpes-Costa Azul. Fue creada en 2016 como parte del UCI Europe Tour bajo la categoría 2.1.
De cara a 2020, la carrera ascendió de categoría y pasó a formar parte de las UCI ProSeries dentro de la categoría 2.Pro.

## Palmarés
| Año  | Ganador          | Segundo            | Tercero             |           |
| ---- | ---------------- | ------------------ | ------------------- | --------- |
| 2016 | Thomas Voeckler  | Petr Vakoč         | Lilian Calmejane    |           |
| 2017 | Rohan Dennis     | Mattia Cattaneo    | Alexandre Geniez    |           |
| 2018 | Alexandre Geniez | Tony Gallopin      | Rudy Molard         |           |
| 2019 | Gorka Izagirre   | Simon Clarke       | Tony Gallopin       |           |
| 2020 | Nairo Quintana   | Aleksandr Vlásov   | Alexéi Lutsenko     |           |
| 2021 | Iván Ramiro Sosa | Julian Alaphilippe | Egan Bernal         |           |
| 2022 | Nairo Quintana   | Julian Alaphilippe | Mattias Skjelmose   |           |
| 2023 | cancelada        | cancelada          | cancelada           | cancelada |
| 2024 | Mads Pedersen    | Axel Zingle        | Raúl García Pierna  |           |
| 2025 | Mads Pedersen    | Matej Mohorič      | Marijn van den Berg |           |

## Palmarés por países
| País      | Victorias |
| --------- | --------- |
| Colombia  | 3         |
| Francia   | 2         |
| Dinamarca | 2         |
| Australia | 1         |
| España    | 1         |